# Van der Goltz

Van der Goltz is de sinds 1814 Nederlandse tak van het uit Mark Brandenburg afkomstig geslacht Von der Goltz. Deze tak stierf in 1863 uit.

## Geschiedenis

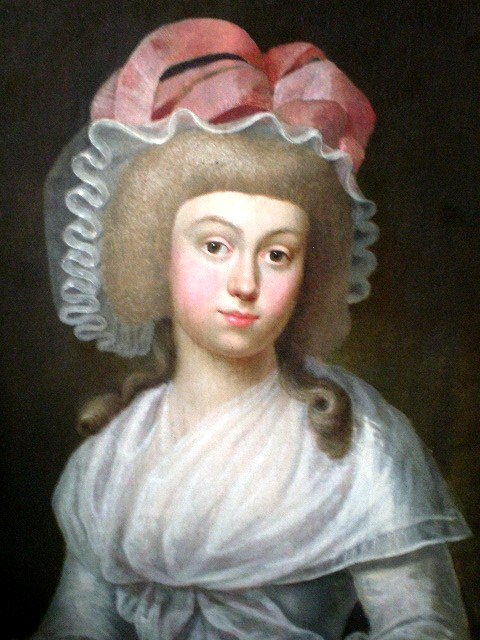
Cornelia Jacobine Steengracht

De bewezen stamvader van de sinds 1814 tot de Nederlandse adel behorende tak is Johann von der Goltz, koninklijk Pools starost van Deutsch Krone in Brandenburg die voor 1531 overleed. Nadat in Pruisen koning Friedrich Wilhelm II de troon had bestegen werd een nazaat van Johann von der Goltz, Wilhelm Bernhard von der Goltz, verheven tot graaf. Deze trouwde met de Nederlandse Cornelia Jacobine Steengracht. Hun enige zoon Frederik Adriaan van der Goltz (1770-1849), werd bij Souverein Besluit van 28 augustus 1814 erkend als edele van Zeeland met homologatie van de titel van graaf (op allen); akte van bewijs: 20 november 1816. Hiermee gingen hij en zijn nageslacht tot de Nederlandse adel behoren. Met een zoon van de laatste stierf de Nederlandse tak in 1863 uit. Duitse takken leven nog voort.

## Enkele telgen
- Wilhelm Bernard Graf von der Goltz, heer van Mellenthin (1738-1795), Pruisisch generaal-majoor, vleugel-adjudant en gezant in Sint-Petersburg en Parijs, 19 november 1786 in de gravenstand verheven; trouwde in 1768 op slot Moyland met Cornelia Jacoba Steengracht, vrouwe van Wehl, Slangenburg en Oost- en West-Souburg (1752-1821), lid van de familie Steengracht
  - Frederik Adriaan graaf van der Goltz (1770-1849), luitenant-generaal, gouverneur der Residentie, onder Willem I minister van Oorlog
    - Willem Jan graaf van der Goltz, heer van Slangenburg (1798-1863), luitenant-kolonel; trouwde in 1844 met jkvr. Hester Catharina Henriette Cecile des Tombe (1821-1892), lid van de familie Des Tombe, laatste telg van het Nederlands adelsgeslacht